# Mikuláš Kryštof Radziwiłł
Mikuláš Kryštof Radziwiłł (litevsky: Mikalojus Radvila, bělorusky: Мікалай Радзівіл Чорны; 4. února 1515 Ňasviž – 28. května 1565 Vilnius), přezdívaný Černý (litevsky: Juodasis), byl polsko-litevským šlechticem, který zastával hned několik úřadů v Litevském velkoknížectví, mimo jiné byl litevským kancléřem a litevským hejtmanem.

## Životopis
Mikuláš dokázal získat politický vliv díky milostnému vztahu a následnému sňatku mezi jeho sestřenicí Barborou Radziwiłłovnou a polským králem a litevským velkoknížetem Zikmundem II. Augustem. Díky tomu se stal jedním z nejmocnějších královských rádců. Mikuláš se postupně stal litevským maršálem, litevským kancléřem a také vojvodou Vilniusu. Nesmírně zbohatl a stal se ve své době nejmocnějším velmožem polsko-litevské unie.
Politický vliv Radziwiłłů zesílil během diplomatických misí u císařů Karla V. a Ferdinanda I. obdržel on a jeho bratranec Mikuláš Radziwiłł přezdívaný „Červený“ dědičný titul říšského knížete.
Se svým bratrancem Mikulášem „Červeným“ Radziwiłłem také uzavřel spojenectví proti ostatním mocným litevským rodinám, se kterými soupeřili o dominantní postavení v Litevském velkoknížectví. Toto spojenectví znamenalo spolupráci mezi jednotlivými větvemi rodu Radziwiłlů a ukázalo, jak mohou rodové zájmy ovlivnit vztah magnátů ke státu. Oba Radziwiłlové podporovali litevskou suverenitu a oponovali těsnějšímu sepětí zemí v rámci Polsko-litevské unie.
Velmi úspěšně se angažoval v jednáních mezi Litevským velkoknížectvím a Livonským řádem, který vedla k tzv. Vilenské smlouvě z roku 1561, která ukončila existenci Livonského řádu a vedla k sekularizaci Livonska a připojení velké části jeho území k Litevskému velkoknížectví.
Mikuláš podporoval postupující polonizaci Litvy a podle jeho vzoru mnoho dalších litevských šlechticů přijalo za své mnohé prvky polské kultury, ať už se jednalo o módu, obyčeje a nebo jazyk.

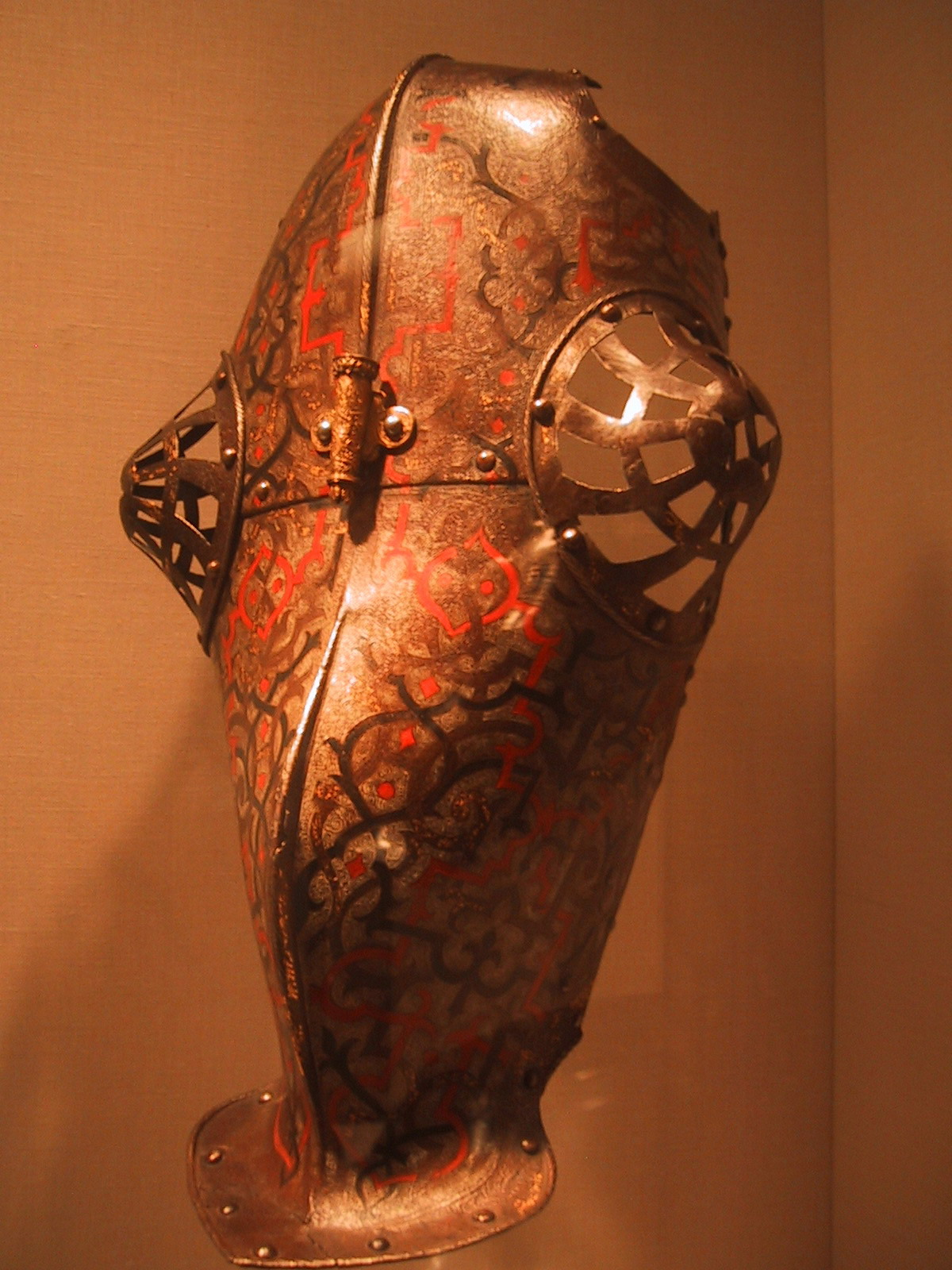
Chanfron, který patřil Mikolajovi Černému

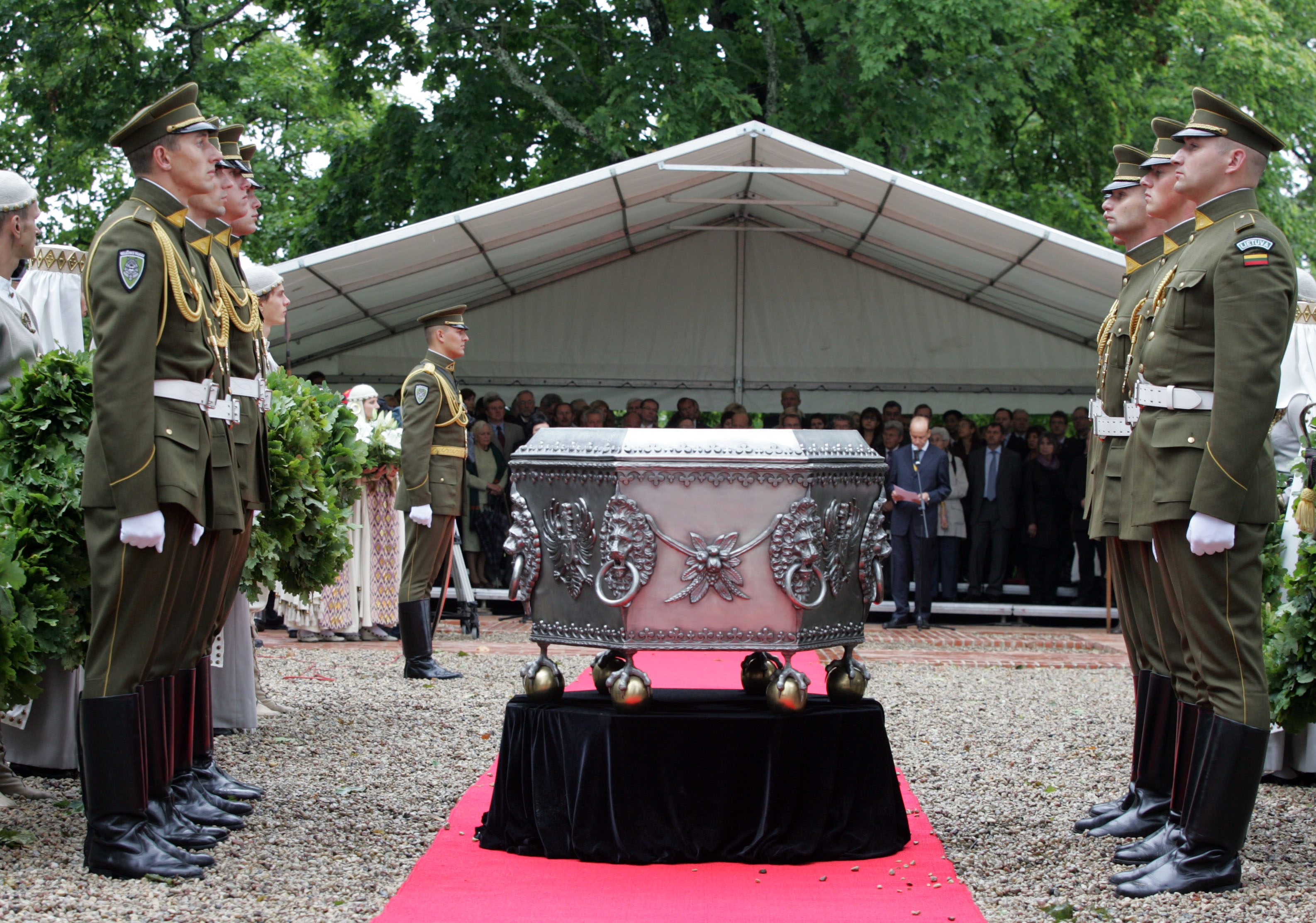
Znovupohřbení Mikuláše Radziwiłła v Dubingiai na Litvě

Byl známý svým přísným náboženským postojem jako jeden z nejvýznamnějších konvertitů a obhájců kalvinismu v Litevském velkoknížectví. Finančně zaštítil tisk prvního kompletního polského překladu Bible v roce 1563 v Brest-Litevsku, šířil díla napsaná na obranu kalvinismu, finančně podporoval kostel a školu ve Vilniusu a také protestantské učence a různými jinými způsoby podporoval kalvinistickou víru. Je známo, že si dopisoval přímo s Janem Kalvínem a chránil náboženské exulanty z Itálie. Protože protestanti podporovali používání národních jazyků, připisuje se mu také financování mnoha litevských kostelů a škol. S výjimkou jeho dcery Anny všechny jeho děti konvertovaly ke katolictví a staly se horlivými podporovateli protireformace. Jeho památku připomíná socha v Brestu.